# Krutoi (Penza)
|  | Per a altres significats, vegeu «Krutoi». |

Krutoi - Крутой (rus) és un poble (khútor) de l'óblast de Penza (Rússia). El 2010 tenia 48 habitants.